# Andrzej Łempicki
Andrzej Łempicki herbu Junosza – sędzia ziemski wiski w 1621 roku, poborca ziemi wiskiej, podstarości i sędzia grodzki wąsoski w 1616 roku.
Poseł na sejm 1624 i 1625 roku. Poseł na sejm warszawski 1626 roku z ziemi wiskiej.